# NGC 4090
NGC 4090 este o galaxie activă situată în constelația Părul Berenicei. A fost descoperită în 2 mai 1864 de către Heinrich Louis d'Arrest. Se află la o distanță de 106 megaparseci de Pământ.